# Persone di nome Dale
| Questa pagina contiene informazioni ricavate automaticamente dalle voci biografiche con l'ausilio del template Bio e di un bot. L'aggiornamento è periodico e automatico e ricostruisce completamente la pagina. Se manca una persona in questa lista, sei pregato di non aggiungerla, ma accertati piuttosto che la sua voce biografica contenga il template Bio e che i dati anagrafici siano correttamente compilati. Se il template Bio manca, inseriscilo tu stesso o, in alternativa, metti l'avviso {{tmp\|Bio}} che ne segnala la mancanza. Se i dati riportati sono sbagliati, correggi direttamente la voce biografica; le modifiche saranno visibili in questa lista entro pochi giorni. Per chiarimenti vedi il progetto antroponimi. La lista contiene solo le 56 persone che sono citate nell'enciclopedia e per le quali è stato implementato correttamente il template Bio. Pagina aggiornata al 16 ott 2024. |

Questa è una lista di persone presenti nell'enciclopedia che hanno il prenome Dale, suddivise per attività principale.

## Allenatori di calcio(1)
- Dale Mitchell, allenatore di calcio e ex calciatore canadese (Vancouver, n. 1958)

## Allenatori di hockey su ghiaccio(1)
- Dale McCourt, allenatore di hockey su ghiaccio e ex hockeista su ghiaccio canadese (Falconbridge, n. 1957)

## Allenatori di pallacanestro(1)
- Dale Brown, allenatore di pallacanestro statunitense (Minot, n. 1935)

## Astronauti(1)
- Dale Gardner, astronauta statunitense (Fairmont, n. 1948 - Colorado, † 2014)

## Attori(4)
- Dale Dudley, attore statunitense (Odessa, n. 1961)
- Dale Dye, attore, militare e conduttore radiofonico statunitense (Cape Girardeau, n. 1944)
- Dale Midkiff, attore statunitense (Chance, n. 1959)
- Dale Robertson, attore statunitense (Harrah, n. 1923 - San Diego, † 2013)

## Attori pornografici(1)
- Dale DaBone, ex attore pornografico statunitense (Greensboro, n. 1972)

## Attrici(4)
- Dale Evans, attrice e cantautrice statunitense (Uvalde, n. 1912 - Apple Valley, † 2001)
- Dale Fuller, attrice statunitense (Santa Ana, n. 1885 - Pomona, † 1948)
- Dale Raoul, attrice statunitense (Montana, n. 1956)
- Dale Soules, attrice statunitense (New Jersey, n. 1946)

## Batteristi(1)
- Dale Crover, batterista statunitense (Aberdeen, n. 1967)

## Biblisti(1)
- Dale Allison, biblista statunitense (Wichita, n. 1955)

## Calciatori(9)
- Dale Carrick, calciatore scozzese (Edimburgo, n. 1994)
- Dale Ervine, ex calciatore e ex giocatore di calcio a 5 statunitense (Torrance, n. 1964)
- Dale Eve, calciatore britannico (Premboke Parish, n. 1995)
- Dale Lee, calciatore montserratiano (n. 1991)
- Dale Rudge, ex calciatore inglese (Wolverhampton, n. 1963)
- Dale Saunders, ex calciatore trinidadiano (n. 1973)
- Dale Stephens, ex calciatore inglese (Bolton, n. 1989)
- Dale Taylor, calciatore nordirlandese (Belfast, n. 2003)
- Dale Tempest, ex calciatore inglese (Leeds, n. 1963)

## Cantanti(1)
- Dale Bozzio, cantante statunitense (Medford, n. 1955)

## Cantautori(1)
- Dale Hawkins, cantautore statunitense (Goldmine, n. 1936 - Little Rock, † 2010)

## Cestiste(1)
- Dale Hodges, ex cestista e allenatrice di pallacanestro statunitense (Filadelfia, n. 1968)

## Cestisti(7)
- Dale Ellis, ex cestista statunitense (Marietta, n. 1960)
- Dale Hall, cestista, giocatore di football americano e allenatore di pallacanestro statunitense (Pittsburg, n. 1924 - Bunnell, † 1996)
- Dale Hamilton, cestista statunitense (Fort Wayne, n. 1919 - Fort Wayne, † 1994)
- Dale Morey, cestista, allenatore di pallacanestro e golfista statunitense (Martinsville, n. 1918 - High Point, † 2002)
- Dale Schlueter, cestista statunitense (Tacoma, n. 1945 - Portland, † 2014)
- Dale Solomon, ex cestista statunitense (Annapolis, n. 1958)
- Dale Wilkinson, ex cestista statunitense (Pocatello, n. 1960)

## Compositori(1)
- Dale Oliver, compositore e musicista statunitense (n. 1970)

## Cornisti(1)
- Dale Clevenger, cornista, direttore d'orchestra e insegnante statunitense (Chattanooga, n. 1940 - Brescia, † 2022)

## Economisti(1)
- Dale Mortensen, economista statunitense (Enterprise, n. 1939 - Wilmette, † 2014)

## Giocatori di football americano(1)
- Dale Carter, ex giocatore di football americano statunitense (Covington, n. 1969)

## Hockeisti su ghiaccio(2)
- Dale Derkatch, ex hockeista su ghiaccio canadese (Preeceville, n. 1964)
- Dale Hawerchuk, hockeista su ghiaccio e allenatore di hockey su ghiaccio canadese (Toronto, n. 1963 - Barrie, † 2020)

## Informatici(1)
- Dale Luck, informatico statunitense

## Paleontologi(1)
- Dale Russell, paleontologo canadese (San Francisco, n. 1937 - † 2019)

## Piloti automobilistici(1)
- Dale Jarrett, pilota automobilistico statunitense (Conover, n. 1956)

## Politici(3)
- Dale Bumpers, politico e avvocato statunitense (Charleston, n. 1925 - Little Rock, † 2016)
- Dale E. Kildee, politico e insegnante statunitense (Flint, n. 1929 - Flint, † 2021)
- Dale Strong, politico statunitense (Monrovia, n. 1970)

## Rugbisti a 15(1)
- Dale Santon, ex rugbista a 15 sudafricano (Città del Capo, n. 1969)

## Scenografi(1)
- Dale Hennesy, scenografo statunitense (Washington, n. 1926 - Encino, † 1981)

## Scrittori(3)
- Dale Ahlquist, scrittore statunitense (Saint Paul, n. 1958)
- Dale Carnegie, scrittore e insegnante statunitense (Maryville, n. 1888 - Forest Hills, † 1955)
- Dale Furutani, scrittore statunitense (Hilo, n. 1946)

## Scrittrici(1)
- Dale Spender, scrittrice e anglista australiana (Newcastle, n. 1943 - Brisbane, † 2023)

## Vetrai(1)
- Dale Chihuly, vetraio statunitense (Tacoma, n. 1941)

## Wrestler(2)
- Buddy Roberts, wrestler statunitense (Oklahoma, n. 1947 - Chicago, † 2012)
- Dale Torborg, ex wrestler e allenatore di baseball statunitense (Mountainside, n. 1971)

## Senza attività specificata(1)
- Dale Begg-Smith, ex sciatore freestyle canadese (Vancouver, n. 1985)